# Onthophagus atripennis
Onthophagus atripennis är en skalbaggsart som beskrevs av Waterhouse 1875. Onthophagus atripennis ingår i släktet Onthophagus och familjen bladhorningar. Inga underarter finns listade i Catalogue of Life.